# Valea Bâlii
Valea Bâlii este o arie protejată de interes național ce corespunde categoriei a IV-a IUCN (rezervație naturală de tip botanic) situată în sudul Transilvaniei, pe teritoriul județului Sibiu.

## Localizare
Aria naturală se află în extremitatea sud-estică a județului Sibiu (la limita de graniță cu județul Argeș) în Munții Făgăraș, pe teritoriul administrativ al comunei Cârțișoara și este străbătută de drumul național DN7C - Transfăgărășan. 

## Descriere
Rezervația naturală cu o suprafață de 180 ha. a fost declarată arie protejată prin Legea Nr.5 din 6 martie 2000 (privind aprobarea Planului de amenajare a teritoriului național - Secțiunea a III-a - zone protejate, publicată în Monitorul Oficial al României, Nr.152 din 12 aprilie 2000) și este suprapusă atât sitului de importanță comunitară - Munții Făgăraș, cât și ariei speciale de protecție avifaunistică - Piemontul Făgăraș.
Valea Bâlii reprezintă o întindere de pajiști, alternând crestelor abrupte cu grohotișuri și stâncării, cu o floră specifică etajului alpin și subalpin al Munților Făgărașului. Pe teritoriul ariei protejate se află Lacul Bâlea, lac de origine glaciară.
Aria naturală adăpostește o gamă diversă de plante (cu o valoare peisagistică deosebită); printre care: floarea-reginei sau floarea de colț (Leontopodium alpinum), bujorul de munte (Rhododendron), capul calugărului (Leontodon pseudotaraxaci), romaniță de munte (Anthemis carpatica), bulbuc de munte (Trolius europaeus), clopoțel (Campanula napuligera), coada vulpii (Alopecurus pratensis); specii floristice protejate la nivel european prin Directiva 92/43/CE (anexa I-a) din 21 mai 1992 (privind conservarea habitatelor naturale și a speciilor de faună și floră sălbatică). 